# 12-РП
12-РП — советская носимая пехотная коротковолновая телефонно-телеграфная полудуплексная радиостанция, применявшаяся в полковых и артиллерийских сетях РККА. Может работать в движении и на стоянке. Состоит из отдельных блоков передатчика 12-Р и приёмника 5СГ-2. Имеет модификации для установки на танки 12-РТ и бронетранспортеры 12-РПБ. Разработана и выпускалась Горьковским заводом имени Фрунзе №326 в период Великой Отечественной войны.

## История
Радиостанция разработана Горьковским заводом №326 в начальный период войны на базе передатчика ДОТ «Дрофа» и предназначена для низового звена связи. Модернизация 12-РП не прекращалась в течение всей войны. В 1943 году на фронт, в составе танков Т-34, начали поступать танковые радиостанции 12-РТ, разработанные на базе пехотной радиостанции 12-РП под руководством главного конструктора А. Г. Покровского. Всего, за время войны, выпущено около 30 тысяч комплектов 12-РП и более 20 тысяч 12-РТ. Помимо танков, этими радиостанциями также комплектовались, выпускавшиеся в Горьком, САУ СУ-76 и бронетранспортеры БА-64.
После войны радиостанции использовались в народном хозяйстве СССР.

## Структура

### Общая
Радиостанция состояла из упаковок приёмопередатчика (масса 12 кг, габариты 426 х 145 х 205 мм) и питания (масса 13,1 кг, габариты 310 х 245 х 185 мм). Переносилась за спиной на ремнях двумя бойцами.

### Передатчик 12-Р
- Собран на радиолампе СО-257 (или СБ-245); модуляция анодная, модулятор собран на лампе СБ-258
- Диапазон частот: от 2 до 6 МГц
- Поддиапазоны: от 2 до 3,42 МГц и от 3,42 до 6 МГц
- Виды работы: ТЛГ (А1) и ТЛФ (А3)
- Выходная мощность: 0,5 Вт
- Питание: от сухих батарей БАС-60 (4 шт.) и аккумулятора 2НКН-22

### Приёмник 5СГ-2
- По схеме 5-ламповый супергетеродин на лампах СО-241 (2 шт.), СБ-242, СБ-244 и СО-243
- Диапазон частот: от 2 до 6 МГц
- Поддиапазоны: от 2 до 3,42 МГц и от 3,42 до 6 МГц
- Виды работы: ТЛГ (А1) и ТЛФ (А3)
- Питание: от сухих батарей БАС-60 (4 шт.) и аккумулятора 2НКН-22

## Параметры связи
Радиостанция обеспечивает двухстороннюю связь с равноценной радиостанцией на среднепересеченной местностью в дневное время. Конструкция и схема радиостанции допускает применение суррогатных антенн. К радиостанции прилагались:
- штыревая антенна из 4 или 6 колен (длина 1,5 — 2,2 м)
- Г-образная антенна с наклонным противовесом (два луча длинами 14 и 9 м).

Возможные расстояния передачи в зависимости от антенн:
- Штырь: телефоном до 8 км, телеграфом — до 16 км
- Диполь: телефоном до 15 км, телеграфом — до 30 км
- Луч: телефоном до 6 км, телеграфом — 12 км

## Применение
Радиостанция выпускалась с октября — ноября 1941 года и до конца Великой Отечественной войны Горьковским государственным союзным заводом №326 имени М. В. Фрунзе (в 1943 году выпущен 7601 экземпляр типа 12-РП и 5839 экземпляр типа 12-РТ). На базе этой радиостанции с 1942 года выпускались танковые радиостанции 12-РТ и 12-РТМ, устанавливавшиеся на лёгкие танки и САУ типа СУ-76. Радиостанции 12-РП и 12-РПБ устанавливались на бронеавтомобили БА-64.